# Teo Yoo
Teo Yoo, pseudonimo di Kim Chi Hun (Colonia, 11 aprile 1981), è un attore sudcoreano con cittadinanza tedesca.

## Biografia
Teo Yoo è nato l'11 aprile 1981 a Colonia, in Germania Ovest. Suo padre era un minatore e sua madre un'infermiera. Dopo essersi diplomato al liceo in Germania, si è trasferito negli Stati Uniti e in Inghilterra per studiare recitazione. Ha frequentato il Lee Strasberg Theatre and Film Institute di New York e la Royal Academy of Dramatic Art di Londra.
Ha iniziato a recitare nel 2004, nel film Brooklyn Bound. In seguito ha recitato nei film Day Night Day Night e Actresses. Nel 2012, è apparso in Love Fiction e Jakar-i onda. Nel 2015, ha interpretato Peter nel film di Drake Doremus Equals e Jey in Yeoljeong gat-eun sori hago inne. Nel 2018, ha impersonato il cantante Viktor Coj nel film presentato in anteprima al Festival di Cannes Summer. Nel 2023, ha interpretato Hae Sung nel film Past Lives di Celine Song.

## Vita privata
Nel 2007 ha sposato Nikki S. Lee. Parla fluentemente l'inglese, il tedesco e il coreano.

## Filmografia

### Attore

#### Cinema
- Brooklyn Bound, regia di Rich Devaney (2004)
- Day Night Day Night, regia di Julia Loktev (2006)
- Actresses, regia di Je-yong Lee (2009)
- Love Fiction (Leobeu piksieon), regia di Jeon Kye-soo (2012)
- Jakar-i onda, regia di Bae Hyoung-jun (2012)
- One on One (Il-dae-il), regia di Kim Ki-duk (2014)
- Seoul Searching, regia di Benson Lee (2015)
- Equals, regia di Drake Doremus (2015)
- Yeoljeong gat-eun sori hago inne, regia di Jeong Gi-hun (2015)
- Bitcoin Heist, regia di Ham Tran (2016)
- Ruk Kong Rao, regia di Panjapong Kongkanoy e Laddawan Rattanadilokchai (2017)
- Summer (Leto), regia di Kirill Serebrennikov (2018)
- Beotigo, regia di Jeon Gye-soo (2019)
- Black Money (Beullaek meoni), regia di Chung Ji-young (2019)
- Dambo, regia di Kang Dae-gyu (2020)
- Log in Belgium, regia di Teo Yoo (2020)
- Saehae jeonya, regia di Hong Ji-Young (2021)
- Decision to Leave, regia di Park Chan-wook (2022)
- Past Lives, regia di Celine Song (2023)

#### Televisione
- Chulchulhan yeoja - serie TV, 10 episodi (2016)
- Arthdal Chronicles (Aseudal Yeondaegi) - serie TV, 2 episodi (2019)
- Vagabond (Baegabondeu) - serie TV, 8 episodi (2019)
- Chocolate (초콜릿?) – serie TV (2019)
- Money Game (Meonigeim) - serie TV, 14 episodi (2020)
- The School Nurse Files - serie TV, episodio 1x03 (2020)
- Drama Stage (Deurama seuteiji) - serie TV, episodio 4x09 (2021)
- Dr. Brain (Dr. 브레인), regia di Kim Jee-woon – miniserie TV (2021)
- The Window - serie TV, 10 episodi (2022)
- Love to Hate You (연애대전?, Yeon-ae daejeonLR) - serie TV, 10 episodi (2023)

### Regista
- Log in Belgium (2020)

### Produttore
- Log in Belgium, regia di Teo Yoo (2020)

### Montatore
- Log in Belgium, regia di Teo Yoo (2020)

### Compositore
- Log in Belgium, regia di Teo Yoo (2020)

### Direttore della fotografia
- Log in Belgium, regia di Teo Yoo (2020)

## Riconoscimenti
- BAFTA
  - 2024 – Candidatura al miglior attore protagonista per Past Lives[20]

## Doppiatori italiani
Nelle versioni in italiano delle opere in cui appare, Teo Yoo è stato doppiato da:
- Massimo Triggiani in Summer
- Federico Di Pofi in One on One
- Gabriele Marchingiglio in Dr. Brain
- Sangryul Lee in Past Lives